# Non Casadevall i Sala
Non Casadevall i Sala   (Girona, 1975) és un polític català i el secretari general de la Candidatura d'Unitat Popular. Va començar en l'activisme polític en la lluita estudiantil, la plataforma d'insubmisos, el moviment okupa i les mobilitzacions antiglobalització.